# Pleasant Springs
Pleasant Springs – miasto w Stanach Zjednoczonych, w stanie Wisconsin, w hrabstwie Dane.